# Abril Despedaçado

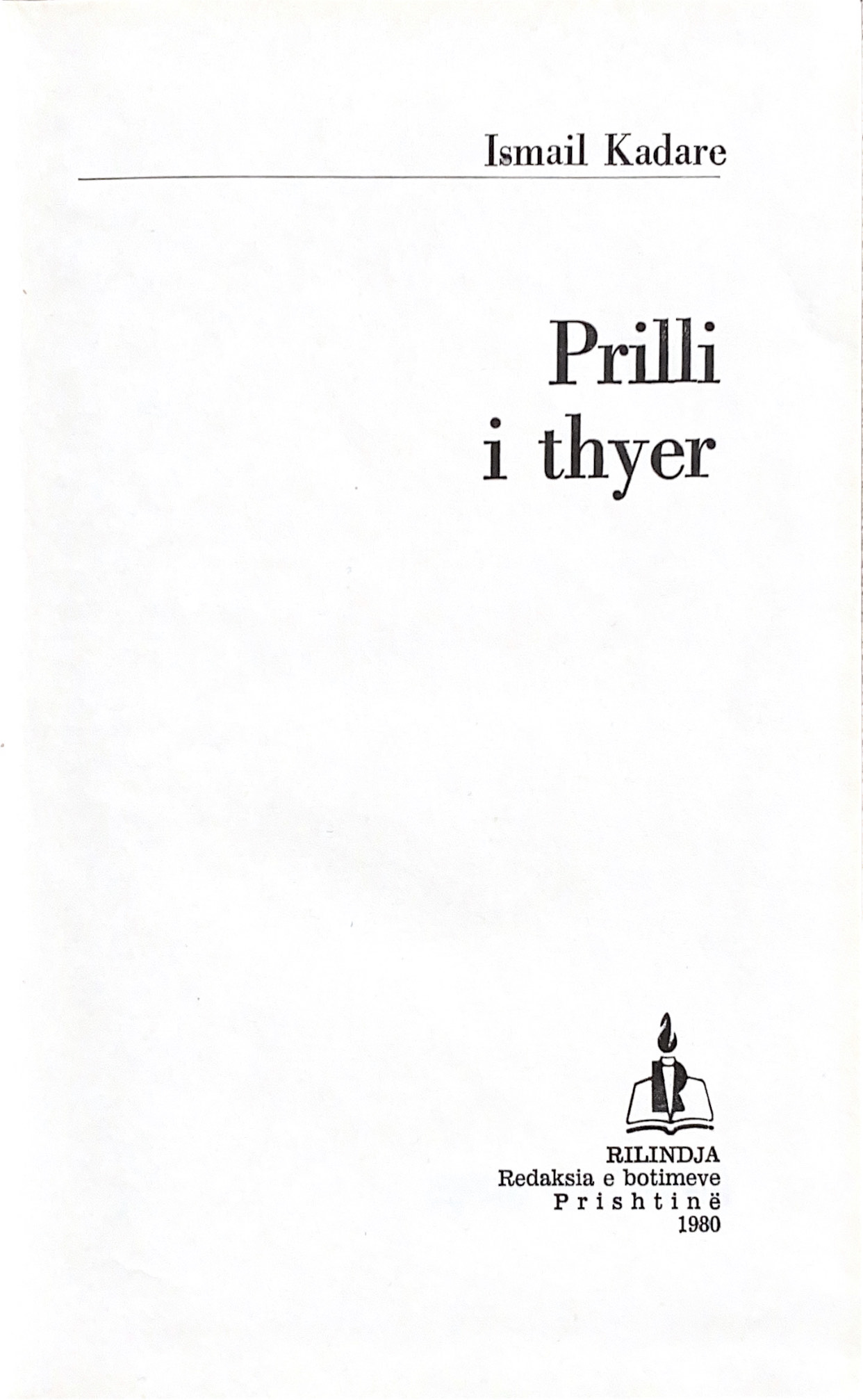
Página de rosto de Abril Despedaçado.

Prilli i Thyer (Abril Despedaçado) é um romance do escritor albanês Ismail Kadaré. 
O enredo narra a história de uma vingança e do matador encarregado de executá-la. Passa-se na Albânia rural, por volta de 1930, na região do Rrafsh, um maciço de montanhas no Norte do país. Um conjunto de leis não escritas, o Kanun, rege a vida dos montanheses num vilarejo em Shködra. O Kanun diz que o sangue que for retirado de um clã, tendo um membro de sua família morto, deveria recobrá-lo, matando um membro da família devedora.
O livro inspirou o filme homónimo realizado por Walter Salles e adaptado por Karim Aïnouz, onde a ação se desenrola no espaço rural brasileiro.